# Tabetu
Tabetu ou Tabetum (Ṭābētāyu) est une ville de l'ancienne Assyrie. Elle se situait dans l'actuelle Tell Taban, au nord-est de la Syrie.
Elle a été mentionnée au XVIIIe siècle av. J.-C. comme un centre régional nommé Ṭābatum dans les tablettes du royaume de Mari et a été détruite par Samsu-Iluna de Babylone est alors tombé sous la domination des Assyriens[1].

## Royaume autonome
Une dynastie autonome a gouverné la ville entre le XIVe et le XIIe siècle av. J.-C. sous la suzeraineté et reconnaissant la suprématie des rois assyriens moyens ; les dirigeants de Ṭābetu se sont appelés « les rois de Ṭābetu et du pays de Mari ».
À l'époque du royaume de Ṭābetu de la période assyrienne moyenne, la désignation "Mari" était probablement utilisée pour indiquer les terres autour de Ṭābetu et ne faisait pas référence à l'ancien royaume de Mari situé sur l' Euphrate.  Une autre possibilité est que Mari du titre du roi Ṭābetu correspond à "Marê"; une ville mentionnée c. 803 av. J.-C. dans la stèle de Nergal-ereš, un Limmu du roi néo-assyrien Adad-nirari III[2]. Marê a été mentionné en association avec Rasappu qui était probablement situé sur les pentes sud et est des montagnes Sinjar.